# Wspólnota administracyjna Altensteig
Wspólnota administracyjna Altensteig – wspólnota administracyjna (niem. Vereinbarte Verwaltungsgemeinschaft) w Niemczech, w kraju związkowym Badenia-Wirtembergia, w rejencji Karlsruhe, w regionie Nordschwarzwald, w powiecie Calw. Siedziba wspólnoty znajduje się w mieście Altensteig, przewodniczącym jej jest Jürgen Großmann.
Wspólnota administracyjna zrzesza jedno miasto i dwie gminy wiejskie:
- Altensteig, miasto, 10 843 mieszkańców, 53,21 km²
- Egenhausen, 1 913 mieszkańców, 10,01 km²
- Simmersfeld, 2 148 mieszkańców, 44,18 km²